# Dover (New Hampshire)
Dover ist eine Stadt (City) im Bundesstaat New Hampshire der Vereinigten Staaten. Sie ist Verwaltungssitz von Strafford County im Osten des Staates und hatte im Jahr 2020 32.741 Einwohner.

## Geographie
Die Stadt hat eine Fläche von 75,2 Quadratkilometern, davon sind 69,2 Quadratkilometer Land und 6,1 Quadratkilometer (8,09 Prozent) Wasserfläche. Dover wird durch die Flüsse Cocheco River und Bellamy River entwässert. Die Stadt liegt 15 m über dem Meeresspiegel, der höchste Punkt ist Long Hill (deutsch „Langer Hügel“) mit 91 m Höhe, fünf Kilometer nordwestlich des Stadtzentrums.

## Geschichte
Dover wurde 1623 als Gemeinde (Town) gegründet und 1855 zur Stadt (City) erhoben.

## Söhne und Töchter der Stadt
- Conor Casey (* 1981), Fußballspieler
- Joseph C. McConnell (1922–1954), Jagdflieger
- Dan Christie Kingman (1852–1916), Brigadegeneral der United States Army
- Thomas Mary O’Leary (1875–1949), katholischer Geistlicher, Bischof von Springfield
- Jenny Thompson (* 1973), Schwimmerin
- Jessica Parratto (* 1994), Wasserspringerin

## Persönlichkeiten, die mit Dover verbunden waren oder sind
- Jeremy Belknap (1744–1798), Geistlicher
- Daniel Meserve Durell (1769–1841), Politiker
- John P. Hale (1806–1873), Politiker
- Joshua G. Hall (1828–1898), Politiker
- Tommy Makem (1932–2007), Musiker
- Charles H. Sawyer (1840–1908), Politiker
- John Underhill (1597–1672), Puritaner
- John Wentworth (1745–1787), Rechtsanwalt